# Harald Ingholdt
Harald Ingholdt (Copenhague, 11 mars 1896 - Hamden, 28 octobre 1985) est un archéologue et orientaliste danois.

## Biographie
Il étudie la théologie et la philosophie à Copenhague. Conservateur adjoint de la Ny Carlsberg Glyptotek et secrétaire de la Fondation Ny Carlsberg (1925-1930), il dirige les fouilles de la Rask-Orsted Foundation dans la nécropole sud-ouest de Palmyre en 1924-1925.
Professeur d'archéologie à l'université américaine de Beyrouth (1931-1938), il fonde la revue Berytus et débute les fouilles danoise de Hama. Il reconstitue ainsi l'histoire du tell et de la cité du Néolithique à la période islamique.
Maître de conférences pour l'Ancien Testament et l'hébreu à l'université d'Aarhus (1939-1940), il est ensuite nommé professeur d'études classiques et d'exégèse biblique à l'université Yale.
Professeur d'archéologie à l'Université de Yale jusqu'en 1964, dès le début des années 1950 il s'intéressera aux découvertes sur le site de Hatra en Irak.

## Travaux
- Studier over palmyrensk Skulptur, 1928
- Parthian Sculpture from Hatra, 1954
- Recueil des tessères de Palmyre, avec Henri Seyrig, 1955
- Gandharan Art in Pakistan, avec Islay Lyons, 1955
- Varia Tadmorea, 1976